# Diaphorocera obscuritarsis
Diaphorocera obscuritarsis – gatunek chrząszcza z rodziny oleicowatych i plemienia Cerocomini.

## Taksonomia
Gatunek opisany został w 1885 roku przez Léona Fairmaire. Wraz z D. carinicollis i D. johnsoni tworzy grupę gatunkową obscuritarsis-group, której przedstawiciele wyróżniają się ostatnim członem czułków samców prawie kwadratowym i przednimi goleniami nie zmodyfikowanymi.

## Opis
Samiec osiąga od 9 do 15 mm długości ciała. Ubarwienie samca metalicznie fioletowo-niebieskie, rzadziej zielonkawe, z wyjątkiem ciemnych krętarzy i stóp oraz pomarańczowych czułków, nadustka, labrum, głaszczków szczękowych, policzków, ud i goleni. Czoło między panewkami czułkowymi czarne, przednio-boczna część głowy, z przodu od oczu, ciemna. Zwykle obecna czerwona plamka czołowa. Ubarwienie samicy zbliżone, lecz głaszczki szczękowe i labrum ciemne, a uda i golenie żółto-pomarańczowe. Skronie u samca nieco zakrzywione, tak szerokie jak oczy, a u samicy nieco powiększone. III człon głaszczków szczękowych samców krótszy niż II, a IV krótki i prawie wielokątny, 1,5 raza długi jak szeroki. Przednia strona III członu czułków samców z kilkoma szczecinkami krótszymi niż na członie II. IV człon czułków z palcowatym wyrostkiem. Przedni brzeg członu VII z grzbietowym, smukłym i spiczastym wyrostkiem. Na członach od V do VII kolcowate szczecinki na przednich wierzchołkach. Dwie czarne, błyszczące linie na członie XI i jedna na X u samców. XI człon u obu płci prawie kwadratowy. W przedniej części przedplecza dwa skośne dołki. Paramery w widoku brzusznym krótkie, tęgie, gwałtownie kanciaste z przodu. Płaty edeagusa stosunkowo długie.

## Występowanie
Gatunek ten występuje w Mauretanii, Maroku, Algierii, Tunezji, Egipcie, Izraelu i Jordanii